# جورج هاركوس
جورج سيسيل هاركوس (بالإنجليزية: George Harkus)‏ (25 سبتمبر 1898 - 28 سبتمبر 1950) لاعب كرة قدم إنجليزي راحل كان يجيد اللعب في مركز الظهير الخلفي في نادي ساوثهامبتون في عقد العشرينات بعدها خدم في سلاح الجو الملكي أثناء الحرب العالمية الثانية .

## المسيرة الرياضية

### البدايات
ولد هاركوس في مدينة نيوكاسل أبون تاين ولعب ناشئا في نادي نونز مور المحلي ثم انتقل إلى مدينة إدنبره حيث انضم إلى نادي إدنبره إيميت ثم عاد إلى مدينة نيوكاسل وانضم إلى نادي سكوتسوود . في مايو 1921 انضم إلى نادي أستون فيلا هاويا ثم وقع على أول عقد احترافي في فبراير 1922 . شارك في 4 مباريات في بطولة دوري الدرجة الأولى ثم باعه على نادي ساوثهامبتون مقابل 250 جنيه إسترليني في مايو 1923 .

### ساوثهامبتون
شارك هاركوس في أول مباراة رسمية على ملعب ديل في 19 يناير 1924 بديلا عن إليك كامبل أمام نادي بارنزلي وانتهت المباراة بالفوز 6-0 . في نهاية الموسم الأول شارك هاركوس في 14 مباراة . في الموسم التالي شارك في جميع المباريات باستثناء مباراتين ولم يقدم النادي ككل أداء عالي المستوى مما تسبب في استقالة المدير الفني جيمي مكإنتاير وعندما حل جورج غوس مكانه استطاع أن يقودهم إلى تخطي نادي ليفربول في الدور الربع النهائي من بطولة كأس الاتحاد الإنجليزي لكرة القدم ولكنه سقط أمام نادي شيفيلد يونايتد على ملعب ستامفورد بريدج في الدور النصف النهائي في 28 مارس 1925 .
تلقى نادي ساوثهامبتون 4 خسائر متتالية في بداية موسم 1925-1926 مما دعا المدير الفني إلى اجلاس هاركوس على مقاعد البدلاء وتفضيل ستان وودهاوس عليه . في شهر أكتوبر تم تعيينه مدير فني جديد وهو أرثر تشادويك الذي أعاد هاركوس إلى التشكيلة الأساسية على حساب كامبل حتى نهاية الموسم . في موسم 1926-1927 واصل تشادويك الاعتماد على هاركوس في الخط الخلفي حيث شارك في 35 مباراة من أصل 42 مباراة في بطولة دوري الدرجة الأولى . وصل نادي ساوثهامبتون إلى الدور النصف النهائي من بطولة كأس الاتحاد الإنجليزي للموسم الثاني على التوالي وخسر من نادي آرسنال 1-2 على ملعب ستامفورد بريدج في 26 مارس 1927 .
على الرغم من أن هاركوس لم يشارك في أي مباراة دولية مع منتخب إنجلترا إلا أنه كان قريبا من الاستدعاء للمشاركة في الجولة الودية التي أقيمت في كندا صيف 1927 .
في موسم 1927-1928 تم تعيين هاركوس قائدا للفريق وشارك في جميع المباريات باستثناء مباراة واحدة واحتل النادي مركز في النصف الأسفل من جدول الترتيب . في الموسمين التاليين قلت مشاركات هاركوس بسبب السن والإصابات . في صيف سنة 1930 قرر الرحيل عن نادي ساوثهامبتون ولكن مسئوليه عارضوا في البداية ولكنهم في نهاية الأمر وافقوا على عرضه للبيع مقابل 750 جنيه إسترليني . خلال المواسم السبع التي أمضاها في نادي ساوثهامبتون لعب في 233 مباراة مسجلا 5 أهداف . هبوط نادي ساوثهامبتون إلى الدرجة الثانية أجبر النادي على بيع نجومه .

### الاحتراف في الخارج
أمضى هاركوس سنة 1930 في نادي ليون الفرنسي ثم قرر بعدها العودة إلى إنجلترا . فشل في فترة التجربة في نادي أولدهام أثلتيك ثم انضم إلى نادي نيو ميلتون الذي قرر التحول من الهواية إلى الاحتراف وتغيير اسم النادي إلى نيو ميلتون تاون .

### العودة إلى ساوثهامبتون
في فبراير 1932 واجه نادي ساوثهامبتون إلى إصابة لاعبي مركز الظهير الخلفي وهم إليك كامبل، جوني مكإلواين، وبيرت جيبسون مما دعا المدير الفني جورج كاي للاستعانة بخدمات هاركوس لمباراتين أمام نادي وولفرهامبتون واندررز وبرادفورد وانتهت المباراتين بالخسارة .

### النهاية
انضم إلى نادي ساوثبورت كلاعب ومدرب في الوقت نفسه ولكنه تعرض لإصابة خطيرة أثناء مشاركته مع الفريق الرديف أمام نادي بارو منعته من المشاركة في أي مباراة مع الفريق الأول . انتقل بعدها إلى نادي بوسطن يونايتد موسم 1933-1934 مشاركا في 16 مباراة .

## المهنة العسكرية
بعدما تقاعد من لعب كرة القدم نهائيا قرر هاركوس الخضوع لدورات تدريبية تحت إشراف وزارة العمل في لندن وعندما بدأت الحرب العالمية الثانية انضم إلى سلاح الجو الملكي في منطقة الشرق الأوسط حيث تم منحه رتبة ملازم طيار . في سنة 1949 تم منحه رتبة فائقة الامتياز ضمن الإمبراطورية البريطانية بسبب المحافظة على رباطة جأش أفراد القوات في منطقة الشرق الأوسط . بقي في سلاح الجو الملكي وعاد إلى عالم كرة القدم ولكنه توفي في منزله الكائن في مدينة ساوثهامبتون في 28 سبتمبر 1950 بعد احتفاله بعيد ميلاده بثلاثة أيام .